# Inframon
L'inframon és l'indret on van a parar les ànimes de les persones que moren, a un país situat sota terra, d'aquí el nom. En la mitologia grega s'identifica amb l'Hades i alguns herois com ara com Odisseu o Orfeu hi podien baixar per adquirir coneixements i tornar al món dels vius. El terme va evolucionar cap a l'infern i per contrarestar els seus trets negatius va néixer el Paradís, equivalent a l'Olimp diví o a una edat d'or perduda per la involució dels éssers humans cap a la feblesa i la corrupció dels costums.
La baixada a l'inframon o catàbasi és un passatge recurrent en la mitologia dels herois. Diversos déus i herois han baixat a aquest món, com ara Osiris, Ixtar o Jesús.